# Lex Canuleia
Die Lex Canuleia war ein Plebiszit aus der Frühphase der römischen Republik. Erlassen wurde es im Jahr 445 v. Chr. Die lex schaffte das Verbot der Ehe (conubium) zwischen Plebejern und Patriziern, das angeblich mit den XII Tafeln (11, 1) eingeführt worden war, ab. Rogiert hatte das Gesetz ein namengebender Volkstribun C. Canuleius.
Auslöser für dieses Gesetz war eine plebejische Sezession im Jahr 449 v. Chr. Diese hatte zum ersten Sieg der Plebejer in den Auseinandersetzungen während der römischen Standeskämpfe mit den Patriziern geführt. Da die lex Canuleia zur Regelung im Zwölftafelgesetz in Widerspruch stand, wird davon ausgegangen, dass sie durch ein Zenturiatgesetz zu bestätigen war. Mittels Plebiszit (des Volkstribunats) war es zu Zeiten der jungen Republik noch nicht möglich, bestehende Gesetze zu derogieren.